# أجوان
أجوان هو اسم علم مُؤنث عربي، مُشتق من كلمة «جوان» والذي يعني الخليط ما بين اللون الأبيض واللون الأسود. ويعني النور الذي يظهر في بداية النهار، ويُشير أيضًا إلى الخليج الصغير، وهو المزيج بين اللون الأبيض والأسود، ويرجع هذا الاسم إلى الأصول العربية.
ويُقال على لسان العرب: «الشمس جَوْنَةٌ أي أنها بيضاء، ويأتي اسم أجوان بمعنى الخلجان فيقال لقد رست السفن في الجَوْنِ ويقصد به الخليج، أما لفظ الجَوْن فهو يطلق على طرف القوس.»